# Municipio de Victor (Kansas)
El municipio de Victor (en inglés: Victor Township) es un municipio ubicado en el condado de Osborne en el estado estadounidense de Kansas. En el año 2010 tenía una población de 11 habitantes y una densidad poblacional de 0,12 personas por km².

## Geografía
El municipio de Victor se encuentra ubicado en las coordenadas 39°15′24″N 98°52′51″O / 39.25667, -98.88083. Según la Oficina del Censo de los Estados Unidos, el municipio tiene una superficie total de 92.95 km², de la cual 92,88 km² corresponden a tierra firme y (0,08 %) 0,07 km² es agua.

## Demografía
Según el censo de 2010, había 11 personas residiendo en el municipio de Victor. La densidad de población era de 0,12 hab./km². De los 11 habitantes, el municipio de Victor estaba compuesto por el 100 % blancos. Del total de la población el 0 % eran hispanos o latinos de cualquier raza.